# IC 642
IC 642 ist eine elliptische Galaxie vom Hubble-Typ E im Sternbild Löwe an der Ekliptik. Sie ist schätzungsweise 267 Millionen Lichtjahre von der Milchstraße entfernt.
Das Objekt wurde am 12. April 1888 vom US-amerikanischen Astronomen Lewis Swift entdeckt.